# Bistum Terni-Narni-Amelia
Das Bistum Terni-Narni-Amelia (lateinisch Dioecesis Interamnensis-Narniensis-Amerina, italienisch Diocesi di Terni-Narni-Amelia) ist eine in Italien gelegene Diözese der römisch-katholischen Kirche mit Sitz in Terni. Sie ist direkt dem Heiligen Stuhl unterstellt und gehört zur Kirchenregion Umbrien.

## Geschichte
Das Bistum wurde im 2. Jahrhundert begründet und vereinigte sich am 12. April 1907 mit dem Bistum Narni, einem Bistum aus dem 4. Jahrhundert, woraufhin es sich Bistum Terni und Narni nannte. Nachdem der Bischof bereits seit 1973 ständiger Apostolischer Administrator der Diözese Amelia geworden war, kam es am 13. September 1983 zur Vereinigung des Bistums Amelia mit Narni und am 30. September 1986 zur Änderung der Bistumsbezeichnung in Terni-Narni-Amelia.
Die Patrone des Bistums sind die Heiligen Valentin, Juvenal, Firmina und Maria.

## Weblinks

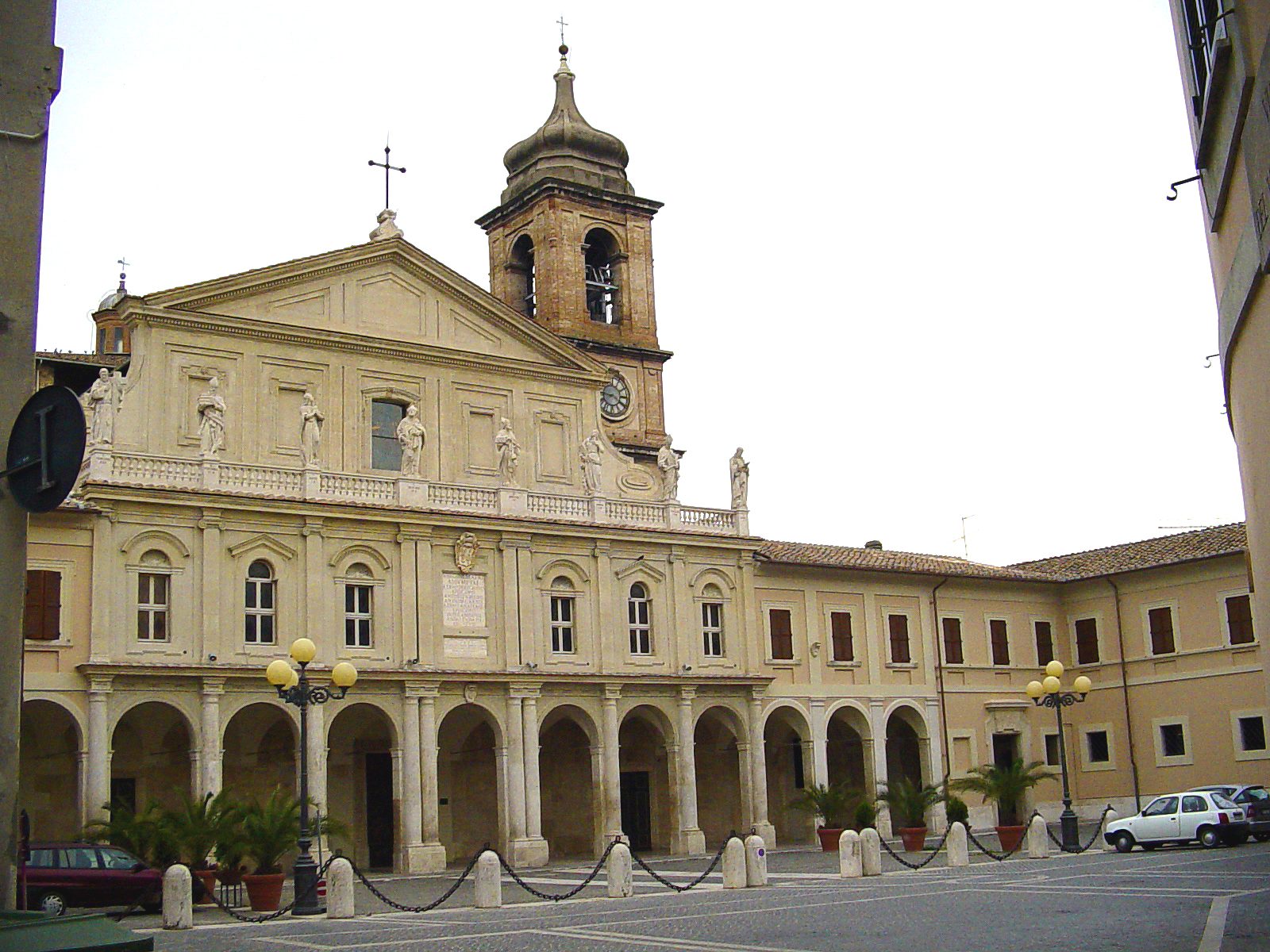
Terni: Kathedrale Santa Maria Assunta
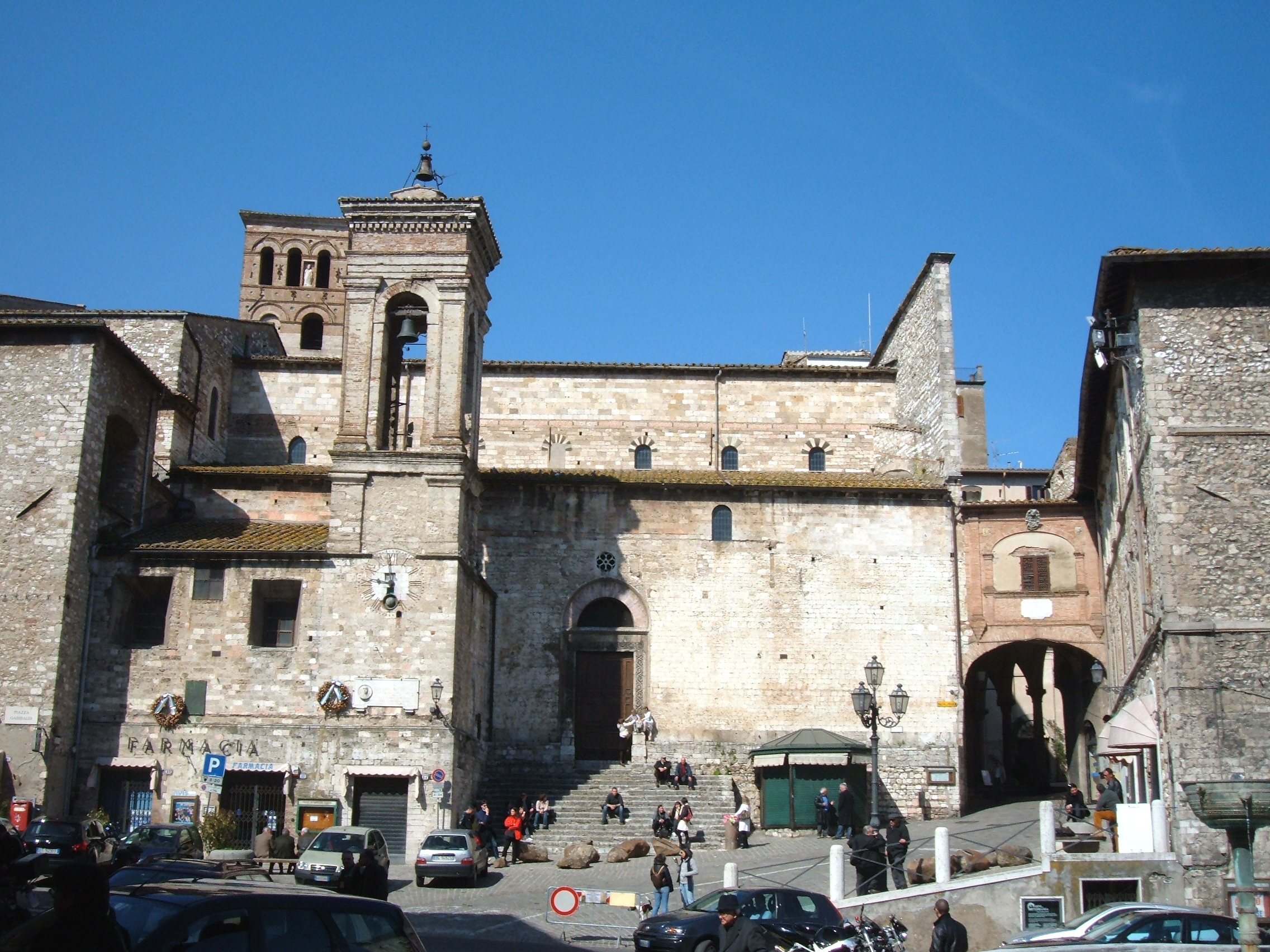
Narni: Konkathedrale San Giovenale